# Litouwen op de Olympische Winterspelen 1994
Tijdens de Olympische Winterspelen van 1994, die in Lillehammer (Noorwegen) werden gehouden, nam Litouwen voor de derde keer deel.

## Deelnemers en resultaten
(m) = mannen, (v) = vrouwen 

### Biatlon
| Olympiër            | Discipline | Resultaat | Prestatie                                   |
| ------------------- | ---------- | --------- | ------------------------------------------- |
| Gintaras Jasinskas  | 10 km (m)  | 55e       | 32.15,4 (+4.08,4) pen.: 3 (2 + 1)           |
| Gintaras Jasinskas  | 20 km (m)  | 58e       | 1:04.08,9 (+7.43,6) pen.: 6 (2 + 1 + 0 + 3) |
| Kazimiera Strolienė | 7,5 km (v) | 48e       | 29.16,6 (+3.07,8) pen.: 4 (2 + 2)           |
| Kazimiera Strolienė | 15 km (v)  | 62e       | 1:00.55,8 (+8.49,2) pen.: 8 (2 + 3 + 1 + 2) |

### Kunstrijden
| Olympiër                            | Discipline | Resultaat | Prestatie                                                 |
| ----------------------------------- | ---------- | --------- | --------------------------------------------------------- |
| Margarita Drobiazko Povilas Vanagas | ijsdansen  | 12e       | 24,4 p. (verpl.1: 13 - verpl.2: 13 - org.: 12 - vrij: 12) |

### Langlaufen
| Olympiër         | Discipline                    | Resultaat | Prestatie                             |
| ---------------- | ----------------------------- | --------- | ------------------------------------- |
| Ričardas Panavas | 10 km klassiek (m)            | 38e       | 26.46,1 (+2.26,0)                     |
| Ričardas Panavas | 30 km vrije stijl (m)         | dnf       | opgave                                |
| Ričardas Panavas | 50 km klassiek (m)            | 32e       | 2:19.01,3 (+11.41,0)                  |
| Ričardas Panavas | achtervolging 10 km+15 km (m) | 48e       | +7.03,7 (10 km:26.46 + 15 km:40.26,5) |
| Vida Vencienė    | 5 km klassiek (v)             | dnf       | opgave                                |
| Vida Vencienė    | 15 km vrije stijl (v)         | 32e       | 45.41,2 (+5.56,7)                     |
| Vida Vencienė    | 30 km klassiek (v)            | 25e       | 1:32.18,9 (+6.37,3)                   |
| Vida Vencienė    | achtervolging 5 km+10 km (v)  | dnf       | opgave 5 km (5 km: + 10 km: —)        |

Amerikaanse Maagdeneilanden · Amerikaans-Samoa · Andorra · Argentinië · Armenië · Australië · België · Bermuda · Bosnië en Herzegovina · Brazilië · Bulgarije · Canada · Chili · China · Chinees Taipei · Cyprus · Denemarken · Duitsland · Estland · Fiji · Finland · Frankrijk · Georgië · Griekenland · Groot-Brittannië · Hongarije · IJsland · Israël · Italië · Jamaica · Japan · Kazachstan · Kirgizië · Kroatië · Letland · Liechtenstein · Litouwen · Luxemburg · Mexico · Moldavië · Monaco · Mongolië · Nederland · Nieuw-Zeeland · Noorwegen · Oekraïne · Oezbekistan · Oostenrijk · Polen · Portugal · Puerto Rico · Roemenië · Rusland · San Marino · Senegal · Slovenië · Slowakije · Spanje · Trinidad en Tobago · Tsjechië · Turkije · Verenigde Staten · Wit-Rusland · Zuid-Afrika · Zuid-Korea · Zweden · Zwitserland